# Fate's Midnight Hour
Fate's Midnight Hour è un cortometraggio del 1914 diretto da Kenean Buel e interpretato da Marguerite Courtot e Alice Joyce.

## Trama
Un fulmine dal bagliore terrificante sveglia la signora Durand che corre in libreria. Lì, vede il marito morto, riverso sul pavimento mentre, pistola in mano, Maria Milton si erge davanti al cadavere. Maria racconta di come, tempo addietro, Durand abbia sedotto Malissa, la sorella di 17 anni e di come questa, ritornata a casa un anno dopo, sia morta. Il dolore ha ucciso anche la loro madre. Assetata di vendetta, Maria si è presentata da Durand per ucciderlo: ma, mentre stava per compiere il gesto fatale, il fulmine si è sostituito a lei, colpendo l'uomo che si è accasciato ai suoi piedi. Finito il racconto, Maria scompare nella tempesta.

## Produzione
Prodotto dalla Kalem Company.

## Distribuzione
Il film - un cortometraggio in una bobina - venne distribuito nelle sale statunitensi il 10 ottobre 1914 dalla General Film Company.

### Critica
Critica in inglese su Stanford University